# Ezequiel Palomeque
Ezequiel Palomeque Mena (Quibdó, 7 ottobre 1992) è un calciatore colombiano, difensore svincolato.

## Carriera
Ha giocato nella massima serie dei campionati bielorusso, panamense, colombiano, cileno e saudita.